# 儲晉觀
儲晉觀，字寬夫，號恕齋。江南宜興人。清朝翰林。
儲晉觀出身宜興儲氏，家族自宋明以來科名長盛不衰。祖父儲方慶、父儲在文及三位叔伯皆為康熙進士。雍正十一年（1733年），儲晉觀考中癸丑科進士，選翰林院庶吉士，散館授編修。著有《松隱堂集》。